# Marc Alexander Hayek
Pour les articles homonymes, voir Hayek.
Marc A. Hayek, né le 24 février 1971, est une personnalité du monde économique suisse. Il est le fils de Nayla Hayek (elle-même fille de Nicolas Hayek) et de Roland Weber, industriel argovien.

## Biographie
Marc Hayek a fait une maturité commerciale puis des études en économie et marketing. Il est également titulaire d'un doctorat honoris causa de l'European University de Montreux. Il a également un diplôme en œnologie. Il a commencé sa carrière dans le groupe en 1992 au service Relations publiques de Swatch et au Marketing de Certina. En 1996, il a ouvert un restaurant le « Colors » à Zurich,. Actuellement, Marc Hayek est directeur des sociétés horlogères Blancpain, Breguet et Jaquet Droz, et CHH Microtechnique qui représentent un chiffre d'affaires de près d'un milliard de francs suisses en 2013. Ces trois marques produisent environ 54 000 pièces par années, dont 20 000 pour Blancpain, 30 000 pour Breguet et 4 000 pour Jaquet Droz.
Marc Hayek a fait partie de la Direction générale élargie du Swatch Group depuis 2002, avant d'intégrer la Direction générale en 2005.

## Sports mécaniques
Marc Hayek a commencé les sports motorisés très jeune. Il pratiquait la moto à 6 ans et a commencé les compétitions à 10 ans. Il a pratiqué le karting et le Superbike jusqu'à 24 ans. Il s'intéresse aux sports automobiles depuis 2007 et a également été actif dans les courses automobiles dans l'écurie Lamborghini Blancpain Super Trofeo / Reiter Engineering.

## Distinctions
- 2013 : Homme de l'année par le magazine « Révolution »[8]
- 2012 : Homme de l'année par le magazine « Révolution »[8]